# NGC 6902
NGC 6902 é uma galáxia espiral barrada (SBa) localizada na direcção da constelação de Sagittarius. Possui uma declinação de -43° 39' 11" e uma ascensão recta de 20 horas, 24 minutos e 27,9 segundos.
A galáxia NGC 6902 foi descoberta em 2 de Setembro de 1836 por John Herschel.